# Домовый опоссум
Домовый опоссум (лат. Monodelphis domestica) — вид млекопитающих семейства опоссумов. Может быть домашним и лабораторным животным. Одно из немногих сумчатых, чей геном полностью расшифрован.
Длина тела от 12 до 18 см, вес 58—95 г. Самцы длиннее чем самки. Окраска меха серо-коричневого цвета. Хвост голый, только его основание покрыто мехом. Когти хорошо развиты.
Ареал вида охватывает центральные части Бразилии и части Боливии, Парагвая и Аргентины.
Относительно хорошо размножается в неволе. Используется в исследованиях рака и иммунной системы. Исследования, проведенные в Массачусетском технологическом институте и Гарварде, показывают, что опоссум имеет от 18 000 до 20 000 белок-кодирующих генов.
В год бывает от четырёх до шести помётов. Беременность длится 14 или 15 дней. Детёныши рождаются весом всего 0,1 г. Питаются молоком около двух недель, а затем покидают гнездо. Половая зрелость наступает в возрасте 5—7 месяцев. Самки носят детёнышей на спине. Они начинают есть твёрдую пищу в возрасте 4—5 недель. Питаются, в основном, беспозвоночными животными.